# Santiago Luis Marcenaro Romero
Santiago Luis Marcenaro Romero (* 2. Februar 1913 in Ica; † 12. Oktober 2006 in Lima) war ein peruanischer Botschafter. 

## Leben
Er war mit María Teresa Fernández-Concha verheiratet, ihre Kinder waren Santiago Luis und Ricardo Arturo. 1930 schloss er ein Studium als Bachelor of Law ab.
Am 23. Dezember 1930 trat er in den auswärtigen Dienst und leitete die Kanzlei des Generalkonsulats in Buenos Aires, Argentinien. Von 1936 bis 1939 war er Kanzler des Generalkonsulats in Valparaíso, Chile. 1941 war er Konsul in Machala. Von 1942 bis 1945 war er Konsul in Bahía Blanca. Von 1946 bis 1948 hatte er Exequatur als Generalkonsul in Arica (Chile). Von 1949 bis 1950 hatte er Exequatur als Generalkonsul in Guayaquil (Ecuador). 1951 hatte er Exequatur als Generalkonsul in La Paz (Bolivien) und war Handelsattaché an der dortigen Botschaft. Von 1952 bis 1954 hatte er Exequatur als Generalkonsul in Buenos Aires (Argentinien). Von 1955 bis 1956 hatte er Exequatur als Generalkonsul in Kalkutta (Indien). Von 1957 bis 1959 hatte er Exequatur als Generalkonsul in Kopenhagen (Dänemark). Von 1960 bis 1963 war er dem Amt für politische Studien in Lima beigeordnet.
1964 leitete er das Passamt in La Paz. 1965 war er stellvertretender Direktor der Einwanderungsbehörde. Von 1966 bis 1969 hatte er Exequatur als Generalkonsul in Valparaíso. Von 1970 bis 1971 hatte er Exequatur als Generalkonsul in New York (Vereinigte Staaten). Von 1971 bis 1972 war er Botschafter in Tegucigalpa. Von 1973 bis 1976 war er Botschafter in Guatemala-Stadt. Von 1977 bis 1978 war er Botschafter in Algier (Algerien). 1993 wurde er zum Gesandtschaftsrat am Generalkonsulat in San Francisco ernannt.